# Erich Kempka
Erich Kempka, né le 16 septembre 1910 à Oberhausen (Rhénanie-du-Nord-Westphalie) et mort le 24 janvier 1975 à Freiberg am Neckar, était le chauffeur personnel d'Adolf Hitler de 1934 à 1945.
Surtout connu pour avoir apporté l’essence qui fut utilisée pour la crémation des corps de Hitler et de sa désormais épouse Eva Braun, il faisait partie de la SS depuis 1930. Il termina la guerre en ayant atteint le grade de SS-Obersturmbannführer.

## Biographie
Erich Kempka était le benjamin d'une famille de dix enfants. Avant d'entrer au parti nazi, le 1er avril 1930, il travaillait comme mécanicien à la DKW. Deux ans plus tard, il fut l'un des huit fondateurs du SS-Begleitkommando des Führers (littéralement, commando d'escorte du Führer).
Il servit comme chauffeur de Josef Terboven jusqu'au 29 février 1932 quand, sur la base des recommandations de ce dernier, il devint chauffeur de réserve pour l'entourage du Führer. En 1934, il remplaça Julius Schreck et Emil Maurice comme chauffeur, majordome et garde du corps principal de Hitler.

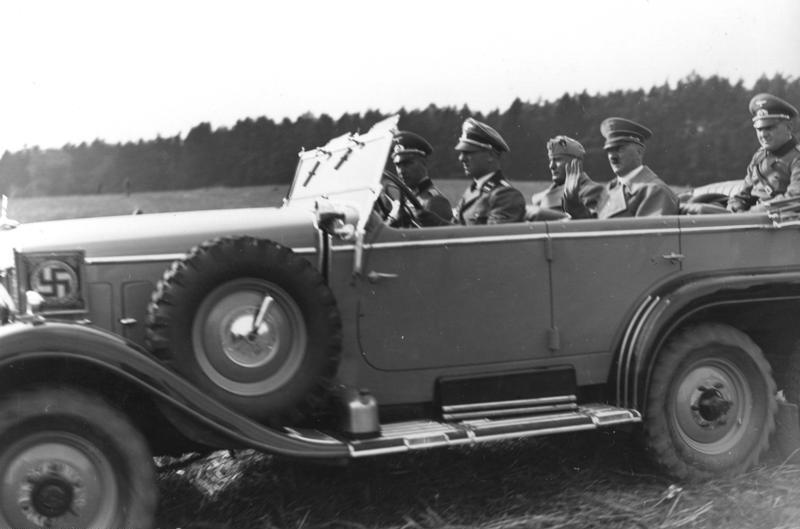
Erich Kempka au volant conduit Hitler, Mussolini et, sur la 3e banquette, le colonel Hossbach qui assistent à des manœuvres de la Wehrmacht en 1937.

Kempka avait l’habitude de conduire Hitler dans une Mercedes noire. Sauf lorsqu’une personnalité importante était présente auprès de lui, Hitler s'asseyait toujours à l'avant, à côté de Kempka, avec son majordome derrière lui. Le véhicule était suivi par la voiture des S.S gardes du corps, puis une voiture de police ; ensuite se trouvait la voiture de ses aides de camp et de ses médecins, puis les voitures réservées à la presse. Plus tard, le véhicule de Hitler fut équipé d’une vitre pare-balles et de plaques blindées.
Le 1er décembre 1937, Kempka rejoint le Lebensborn. Il fut décoré la même année des bague et épée d’honneur des mains de Heinrich Himmler.
En 1945, Kempka accompagne Hitler dans son nouveau quartier général, la Chancellerie du Reich, puis plus tard le Führerbunker. Il devait gérer un ensemble de 40 véhicules.
Le 20 avril 1945, dix jours avant le suicide de Hitler, il passa quelques minutes auprès du Führer, pour lui souhaiter un bon anniversaire.

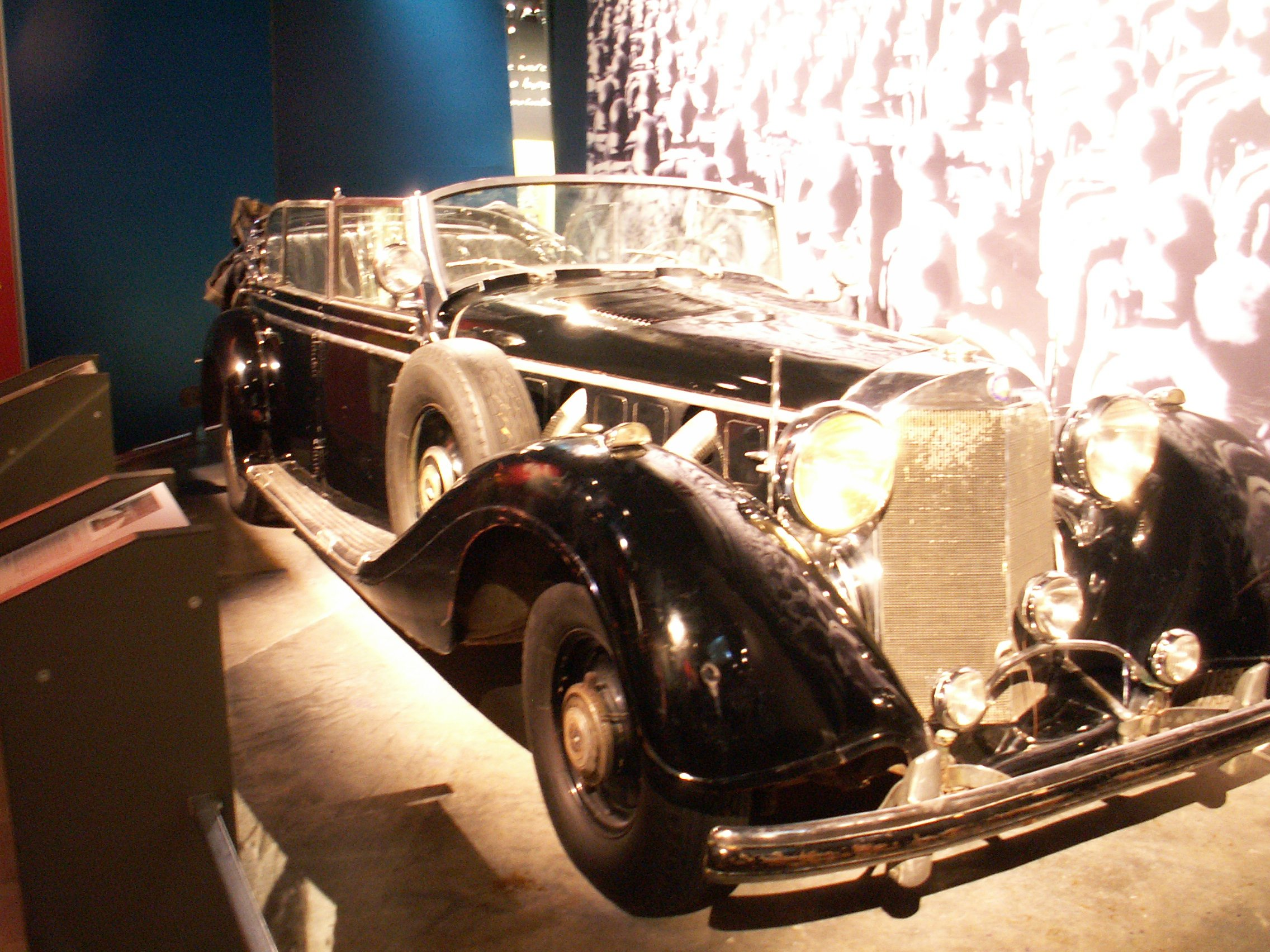
L'une des voitures officielles dans laquelle Kempka a conduit Hitler.

Le 30 avril, lui et ses hommes apportèrent, sur la demande de Otto Günsche, deux cents litres d’essence — sous la forme de huit à dix bidons qu'ils avaient « siphonnés » dans les véhicules officiels — afin de brûler le corps d' Hitler. Bien qu’il eût dit le contraire lors de son interrogatoire, Kempka admit plus tard que lorsque Hitler et Eva Braun s’enfermèrent pour se suicider, il perdit son sang-froid et se précipita hors du Führerbunker. Il revint alors que les corps du Führer et de sa femme étaient transportés vers le jardin de la Chancellerie du Reich.
La nuit du 1er mai 1945, il s'enfuit de Berlin avec Heinrich Doose, un chauffeur qui faisait partie de son équipe. Il fut arrêté par l'armée américaine le 18 juin 1945 à Berchtesgaden.
Kempka dut témoigner lors du procès de Nuremberg au sujet de la mort de Martin Bormann. En effet, le chauffeur de Hitler disait l’avoir vu se faire tuer par des missiles anti-char soviétiques.
Il fut libéré le 9 octobre 1947 et s’en alla vivre dans le Sud de l'Allemagne où il mourut âgé de 64 ans.
Kempka participait, après sa libération,  régulièrement aux réunions des anciens  du SS-Begleitkommando des Führers avec les membres du 1er SS-Panzerkorps jusqu’à sa mort. Ses mémoires furent publiées pour la première fois en 1951 sous le titre de Ich habe Adolf Hitler verbrannt (J’ai brûlé Adolf Hitler). En 1975, le livre fut réédité avec un titre différent : Die letzten Tage mit Adolf Hitler (Les Derniers Jours avec Adolf Hitler). L’édition anglaise de l’ouvrage fut publiée en 2010 sous le titre I was Hitler's Chauffeur : The Memoirs of Erich Kempka (J’étais le chauffeur de Hitler : Les mémoires d’Erich Kempka).
En 2008, le tribunal militaire américain chargé de juger le chauffeur d’Oussama ben Laden, Salim Ahmed Hamdan, plaida en faveur de ce dernier en soulignant le fait que Kempka ne fut pas condamné pour crime de guerre pour avoir été le chauffeur d'Hitler.

## Citations
Dans le livre de James O'Donnell intitulé The Bunker, l'auteur attribue à Erich Kempka les citations suivantes :
- Il décrivit Hermann Fegelein comme un homme qui devait « avoir le cerveau dans [l]es testicules » ;
- à propos de Magda Goebbels, il rapporta que, « lorsqu'elle était en présence de Hitler, on pouvait entendre les vibrations de ses ovaires » ;
- lorsque Martin Bormann transporta le corps d'Eva Braun hors du bunker, Kempka reprit le corps en lui faisant remarquer qu’il la portait « comme un sac de pommes de terre ».

## Dans les médias
En 2004, l'acteur Jürgen Tonkel joua son rôle dans le film allemand La Chute.